# Scaptodrosophila deflexa
Scaptodrosophila deflexa är en tvåvingeart som först beskrevs av Oswald Duda 1924.  Scaptodrosophila deflexa ingår i släktet Scaptodrosophila och familjen daggflugor. Arten är reproducerande i Sverige. Inga underarter finns listade i Catalogue of Life.